# Abbaye Notre-Dame de Koningsoord
L’abbaye Notre-Dame de Koningsoord (en néerlandais : Abdij Onze-Lieve-Vrouw van Koningsoord) est un monastère de moniales trappistines sis près de la ville d’Arnhem aux Pays-Bas. C'est le seul monastère de trappistines qui subsiste aujourd'hui dans ce pays. Le tout premier monastère cistercien fut fondé un peu avant 1200 dans la Frise. Au XVIe siècle, par suite de la Réforme protestante, la presque totalité des abbayes disparut. Le retour des moines se fait avec l’implantation trappiste à Tilbourg (1881). Les premières moniales trappistines, venues de l’abbaye Notre-Dame de la Paix (de Chimay, en Belgique), fondent l’abbaye de Koningsoord en 1937.

## Histoire

### Installation près de Tilbourg
Des moines trappistes fondent en 1881 l’abbaye Notre-Dame de Koningshoeven près de Tilbourg dans le Brabant-Septentrional (Pays-Bas). Il n’existait aucune abbaye de moniales aux Pays-Bas à cette époque. 
Des personnes s’enquièrent fréquemment auprès des moines demandant s’il n’existait pas une maison aux Pays-Bas permettant à des femmes de vivre ce genre de vocation monastique. L’abbé de l’époque orientait les jeunes femmes vers l’abbaye trappistine Notre-Dame de la Paix, à Chimay, en Belgique. Plusieurs d’entre elles y sont entrées. Le groupe s’est agrandi jusqu’à environ 50 sœurs. Cela a mené à la décision de fonder un monastère de trappistines aux Pays-Bas: ce sera l’abbaye Notre-Dame de Koningsoord.
Les travaux de construction de l’abbaye commencent le 21 novembre 1933. Entre-temps, les jeunes religieuses néerlandaises reçoivent une formation à la vie monastique cistercienne à Notre-Dame de la Paix. Elles retournent dans leur pays en 1937, quand les bâtiments, à Berkel-Enschot, sont prêts à les recevoir. Le 16 juillet 1937, la communauté chante pour la première fois l’office divin à Berkel-Enschot.  
L’abbesse de Chimay, Mère Gertrude Demarrez accompagne le groupe fondateur et dirige la communauté  durant les 20 premières années. En septembre 1940, le prieuré devient abbaye autonome. La Seconde Guerre mondiale est un temps de graves épreuves: deux moniales d’origine juive (et sœurs de sang), Hedwige et Thérèse Loeb, sont déportées d’abord à Westerbork puis à camp d'extermination Auschwitz. Elles y trouvent la mort.

### Plusieurs fondations
Dans les années qui suivent la Seconde Guerre mondiale, l’afflux de vocations religieuses au monastère permet de répondre au souhait de l’abbé de Mariawald, en Allemagne. La  fondation d’une nouvelle communauté monastique de trappistines est possible. Plusieurs moniales prennent la route de l’Eifel et fondent l’abbaye Notre-Dame de Mariafrieden. En 1956, ce nouveau monastère devient indépendant.
Peu après, l’envoi de plusieurs moniales de Koningsoord donne une nouvelle vie à l’Abbaye Notre-Dame d'Altbronn, à Ergersheim en Alsace (France). 
En 1964, l’abbaye fait une fondation en Afrique: à Butende en Ouganda. C’est une réponse directe au souhait exprimé par Pie XII que davantage soit fait pour implanter la vie contemplative dans les pays de l’hémisphère sud, dont beaucoup sont devenus indépendants durant cette décennie. En 1971, cette abbaye - Our Lady of Praise - devient également autonome. 
Durant toutes ces années le nombre de moniales à l’abbaye de Koningsoord est resté constant: aux environs de 50.

### Déménagement vers Arnhem
Au cours de l’année 1995, la ville de Tilbourg cherche à développer la zone entre Tilbourg et Berkel-Enschot. Le bâtiment et les terres de l’abbaye se trouvent au centre de cette zone stratégique de développement urbain. La communauté se met, dès lors, en quête d’une autre localisation, le moins éloigné possible de ses origines, étant donné les liens historiques et économiques qui la lient au Brabant-Septentrional. Une offre des Missionnaires de Mill Hill fait l’affaire. Leur ancienne ferme de Johannahoeve à Arhnem, est acquise. 
Le 19 novembre 2007 le bâtiment de la nouvelle abbaye sort de terre, à Oosterbeek (près d’Arhnem), dans la région de la Veluwe. La communauté déménage le 8 mai 2009. Le cimetière lui-même fait partie de l’ensemble du processus de déménagement et les sœurs décédées sont inhumées à nouveau dans le cimetière de l’abbaye d’Arhnem.